# Lintusaari (ö i Kannonkoski, Vuosjärvi)
Lintusaari är en ö i Finland. Den ligger i sjön Vuosjärvi och i kommunen Kannonkoski i den ekonomiska regionen  Saarijärvi-Viitasaari och landskapet Mellersta Finland, i den centrala delen av landet, 300 km norr om huvudstaden Helsingfors. Öns area är 34,4 hektar och dess största längd är 1,8 kilometer i sydöst-nordvästlig riktning.